# 8 марта (фабрика)
ОАО «8 марта» (ранее — Гомельская чулочно-трикотажная фабрика им. 8 марта; бел. ААТ «8 сакавіка») — белорусское швейное и трикотажное предприятие, расположенное в Гомеле. Одно из крупнейших предприятий лёгкой промышленности Республики Беларусь.

## История
В 1926 году в Гомеле была создана трикотажная мастерская, которая в 1930 году была преобразована в чулочно-трикотажную фабрику «8 марта». До 1933 года фабрика подчинялась гомельскому тресту «Сельпищепром», затем передана Белтекстильтресту, в 1934 году передана управлению текстильной промышленности Наркомата местной промышленности БССР, в 1936 году передана в подчинение Наркомату лёгкой промышленности БССР. К 1941 году фабрика имела швейный цех, вязально-трикотажный цех и лабораторию моды, выпускала шёлковое и хлопковое бельё, джемперы. В связи с началом Великой Отечественной войны фабрика эвакуирована в Чкалов (совр. Оренбург). В 1946 году фабрика возобновила производственную деятельность. В 1945—1991 годах фабрика оставалась в подчинении органов управления лёгкой промышленностью БССР, в 1957—1965 годах подчинялась Совету народного хозяйства БССР. В 1992 году фабрика преобразована в производственно-торговую фирму «8 марта» и передана концерну «Беллегпром». В 1996 году ПТФ «8 марта» преобразована в открытое акционерное общество «Производственно-торговая фирма „8 марта“», которое в 2000 году переименовано в ОАО «8 марта». В 2007—2013 годах проводилась модернизация вязального, швейного и красильно-отделочного производств.

## Современное состояние
В 2011 году фабрика произвела 10% трикотажной продукции в Республике Беларусь.
В 2013 году предприятие произведело 180 т трикотажного полотна, 4581 тыс. пар колгот, рейтуз, чулков, носков и других чулочно-носочных изделий, 445 тыс. костюмов, комплектов и брюк мужских и для мальчиков, 783 тыс. костюмов, комплектов, юбок, брюк женских и для девочек, 694 тыс. кальсон, трусов, пижам, халатов мужских, 414 тыс. блузок, рубашек и аналогичных изделий женских, 1229 тыс. нижних юбок, трусов, панталон, ночных сорочек, пижам, халатов женских, 1221 тыс. маек, фуфаек, теннисок, 124 тыс. единиц одежды для новорожденных и младенцев, 434 тыс. спортивных и купальных костюмов. 70,7% продукции было поставлено на внутренний рынок, 29,3% экспортировано в Россию и Украину.
В 2013 году на фабрике работало 1569 человек. 72,88% акций предприятия принадлежат государству. Предприятие располагает собственной товаропроводящей сетью: магазинами и складами в Республике Беларусь, а также торговыми домами в Москве и Киеве.
На 2014 год мощность предприятия составила 5,1 млн единиц трикотажных изделий и 5,3 млн пар чулочно-носочных изделий.
В марте 2020 года на фоне пандемии СОVID-19 предприятие освоило выпуск марлевых масок.